# عضلة مقابلة لإبهام اليد
العضلة المقابلة لإبهام اليد (Opponens pollicis muscle) هي، في علم تشريح الإنسان، أحد عضلات الطرف العلوي.